# Way Down in the Rust Bucket
Way Down in the Rust Bucket è un album dal vivo del musicista statunitense-canadese Neil Young e del gruppo musicale Crazy Horse, pubblicato nel 2021 ma registrato nel 1990.

## Tracce
Tutte le tracce sono state scritte da Neil Young, eccetto dove indicato.

1. Country Home – 9:13
2. Surfer Joe and Moe the Sleaze – 5:40 (Neil Young, Frank "Poncho" Sampedro)
3. Love to Burn – 13:54
4. Days That Used to Be – 4:56
5. Bite the Bullet – 3:58
6. Cinnamon Girl – 4:04
7. Farmer John – 6:01 (Don Harris, Dewey Terry)
8. Over and Over – 10:20
9. Danger Bird – 10:26
10. Don’t Cry No Tears – 4:22
11. Sedan Delivery – 5:44
12. Roll Another Number (For the Road) – 4:45
13. Fuckin’ Up – 5:12 (Neil Young, Frank "Poncho" Sampedro)
14. T-Bone – 6:44
15. Homegrown – 4:46
16. Mansion on the Hill – 5:58
17. Like a Hurricane – 12:56
18. Love and Only Love – 13:16
19. Cortez the Killer – 11:24

## Formazione
- Neil Young – voce, chitarra
- Ralph Molina – batteria, voce
- Frank Sampedro – chitarra, voce
- Billy Talbot – basso, voce